# Kenneth Brangwin
Kenneth Brangwin (Kenneth Colin Brangwin; * 11. Juni 1907; † 25. Mai 1983) war ein britischer Sprinter.
Bei den British Empire Games 1930 in Hamilton wurde er Vierter über 440 Yards und siegte mit der englischen 4-mal-440-Yards-Stafette.
Im selben Jahr wurde er Englischer Meister über 440 Yards.